# Deep Silver
Deep Silver – wydawca gier komputerowych założony w 2002 roku, dział spółki Koch Media. Ma on swoją siedzibę w Höfen w Austrii. Przedsiębiorstwo od początku swojego istnienia wydało ponad 200 gier.
W 2007 roku uruchomiony został oddział Deep Silver Vienna stworzony przez założycieli studia Rockstar Vienna. Koncentruje się na rozwoju i produkcji tytułów na konsole.

## Wydane gry
- Anno 1701
- Birth of America
- City Life (publikowany wraz z Monte Cristo)
- CrossworDS
- Crusty Demons (publikowany wraz z Sunflowers)
- Cursed Mountain
- Dawn of Magic
- Dead Island
- Earth 2160 (publikowany wraz z Zuxxez Entertainment)
- Emergency 2012 (publikowany wraz z Quadriga Games)
- Heart Of Empire: Rome
- Horse Life
- Iron Harvest
- Mage Knight Apocalypse (publikowany wraz z Namco)
- Metro: Last Light
- Metro Exodus
- Nail’d (publikowany wraz z Techland i Koch Media)
- Panzer Elite Action
- ParaWorld (publikowany wraz z Sunflowers)
- RfB – Rush For The Bomb
- Rhodan
- Ride To Hell
- Risen
- Risen 2: Mroczne wody
- Risen 3: Władcy Tytanów
- Rush for Berlin
- Saints Row IV
- Sacred
- Sacred 2: Fallen Angel
- Secret Files: Tunguska (publikowany wraz z Sunflowers)
- Secret Files 2: Puritas Cordis
- Spellforce 2
- Singles: Flirt Up Your Life
- Singles 2: Triple Trouble
- Spellforce 2 Gold
- S.T.A.L.K.E.R.: Cień Czarnobyla
- S.T.A.L.K.E.R.: Czyste Niebo
- Trackmania Sunrise Extreme
- U-Boat Battle In The Mediterranean
- The Guild 2 (publikowany wraz z JoWooD Entertainment)
- The Hustle: Detroit Streets
- War On Terror
- Warhammer: Mark of Chaos (publikowany wraz z Namco)
- Warhammer – Mark of Chaos – Battle March (publikowany wraz z Namco)
- Wasteland 2
- Wildlife Park 2
  - Wildlife Park 2: Crazy Zoo
  - Wildlife Park 2: Marine World
  - Wildlife Park 2: Horses
- World Snooker Championship Real 2008
- X2: The Threat
- X3: Reunion
  - X3: Terran Conflict